# 日德兰半岛

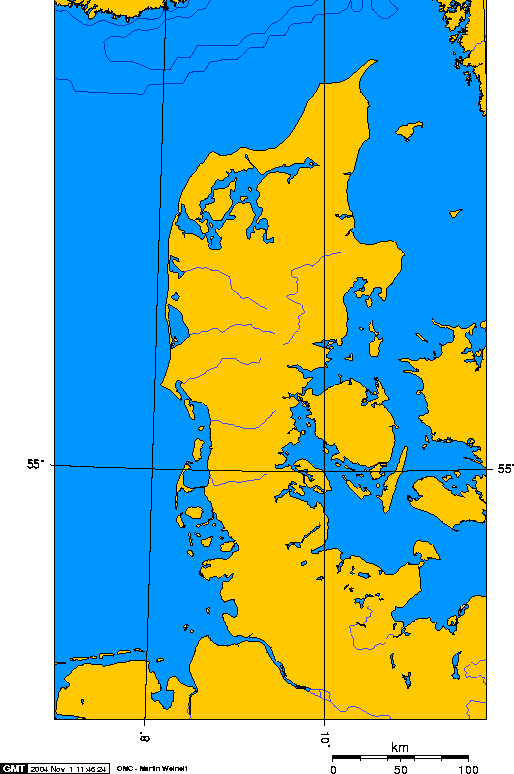
日德兰半岛

日德兰半岛（德語：Jütland）是一個位於欧洲北部的半岛，在北歐平原的凸出部，位于北海和波罗的海之间，构成丹麦国土的大部分。
西和北为北海和斯卡格拉克海峡，东为卡特加特海峡和小贝尔特海峡。人口约235万。古代地理上稱为辛布里半岛。从广义上说，包括德国石勒苏益格-荷尔斯泰因邦。1916年5月31日和6月1日，英国和德国海军唯一的大战──日德兰海战就发生在半岛北面斯卡格拉克海峡。半岛和附近岛屿在第四纪时全境被冰川覆盖，冰川消退后留下的冰碛物，形成低缓起伏的冰碛平原和冰碛湖。冰期结束后海平面上升，加上局部地面沉降，使原来的陆地分成半岛和岛屿。半岛东部多峡湾，海岸线曲折，有利于航运和发展渔业。矿产缺乏，仅有少量褐煤和高岭土。

## 歷史

雖然北日德蘭島在1825年因洪水而與日德蘭陸地分開，但仍被視為日德蘭半島的一部分。
北日德蘭半島（丹麥）
南日德蘭半島或北什勒斯維希（丹麥）
南什勒斯維希（德國）
霍爾斯坦（德國）

日德蘭半島在歷史上與斯堪尼亞地區、西蘭島同屬於丹麥領地。在這之前，根據托勒密記述，這裡是條頓人、辛布里人與哈鲁德人的故鄉。
丹麥人為了抵擋信奉基督教的法蘭克人侵略，在日德蘭南部築起一座從北海延伸到波羅的海的圍牆。
查理曼趕走了半島南端（後來的霍爾斯坦地區）信奉異教的撒克遜人，並將效忠他且信奉基督教的奧博特人（一群使用文德語的斯拉夫人）遷移至此處。 
18世紀末，為了縮短波羅的海到北海的運輸時間，在半島上開鑿了艾德運河。1895年，基爾運河完工，直到今日仍是世界上重要的運河之一。
在第一次世界大戰中，日德蘭海戰是史上最大規模的海戰之一。在這場戰役中，英國皇家海軍與德意志帝國海軍的交戰，造成雙方人員嚴重傷亡與大量船艦損失。最初德國根據沈船數量及死亡人數，宣布他們獲得勝利。然而，相較於德國，英國海軍規模較為龐大，並且能夠承擔戰爭中的損失。而且，部分德國船艦也因受損而陸續退役。最後，日德蘭海戰被認為是英國戰略上的勝利，德國海軍從此之後再也無法與英國抗衡。
55°37′46″N 9°12′04″E / 55.62955°N 9.20105°E